# Giuseppe Casadei
Giuseppe Casadei (Forlì, 8 aprile 1903 – 30 settembre 1989) è stato un politico italiano.

## Biografia
Pubblicista, venne eletto al Senato nella I legislatura con il Partito Socialista Italiano. Ricandidato alle elezioni politiche del 1953 nel collegio di Acireale non venne rieletto.
Morì il 30 settembre 1989 all'età di 86 anni.